# Gundacaro del Liechtenstein
Gundacaro del Liechtenstein (Lednice, 30 gennaio 1580 – Wilfersdorf, 5 agosto 1658) fu un nobile della famiglia del Liechtenstein e operò come diplomatico, soldato e cortigiano al servizio degli Asburgo. Fondò il ramo più giovane della famiglia indicata come "ramo di Gundakar" Nelle confische della Montagna Bianca, acquisì considerevoli proprietà in Moravia e nel 1623 fu elevato al rango di principe. I suoi possedimenti moravi (Moravský Krumlov, Uherský Ostroh) ricevettero lo status di principato del Liechtenstein nel 1633 e il nome del principato fu poi trasferito nel 1719 alla proprietà appena acquisita e all'unità statale ancora esistente nell'ex Sacro Romano Impero.

## Biografia
Nacque nel castello di Lednice come quinto e più giovane figlio del consigliere imperiale, il barone Hartmann II of Liechtenstein (1544–1585) e di moglie la contessa Anna Maria di Ortenburg. I suoi fratelli erano Carlo I e Massimiliano. Ricevette un'accurata educazione
Suo padre era di fede luterana e crebbe i suoi figli come tali. Al principio del diciassettesimo secolo, Gundacaro ed i suoi fratelli di convertirono al cattolicesimo. Gundacaro scrisse una rivendicazione, intitolata "Motivi che mi hanno spinto ad accettare la fede cattolica"..
La sua conversione facilitò l'ascesa alla corte imperiale. Prestò servizio sotto gli imperatori Mattia, Ferdinando II e Ferdinando III, cominciando la sua carriera come ciambellano nel in 1599. Negli anni seguenti accompagnò l'arciduca Mattia in spedizioni militari in Ungheria e fu presente all'assedio di Buda. Nel 1606 prestò servizio più volte come ambasciatore e nel 1608 accompagnò Mattia nella sua campagna in Boemia contro Rodolfo II. Divenne consigliere allo Scacchiere nel 1606 e guidò il dipartimento dal 1613. Già nel 1608 sembra aver agito come vice cancelliere dello scacchiere. Fu anche consigliere della Camera della Bassa Austria. Tra il 1614 e il 1617 ricoprì vari incarichi, incluso maresciallo di terra della Bassa Austria, capo hofmeister dell'arciduca Carlo Giovanni e dell'imperatrice consorte Anna.
La sua vera ascesa politica coincise con l'inizio della guerra dei Trent'anni. Nel 1618 guidò una delegazione negli stati della Slesia. Il suo compito era impedire alla Slesia di unirsi alla rivolta boema. Questo tentativo, tuttavia, fallì. Quindi, all'inizio dell'anno 1619, fu inviato come ambasciatore presso vari principi, elettori e principi vescovi per notificare loro formalmente la morte dell'imperatore Mattia. Informalmente, avrebbe discusso della rivolta boema. Segretamente, negoziò con il duca ed elettore Massimiliano I di Baviera e altri principi cattolici sull'assistenza militare alla Lega cattolica, n vista dell'imminente guerra. Nello stesso anno intraprese una seconda missione, presso gli elettori spirituali, per preparare l'elezione di Ferdinando II a successivo imperatore. Fece anche visita all'elettore palatino Federico V, anche se la corte di Vienna sapeva già che Federico stava per svolgere un ruolo importante nella rivolta boema. Gundacaro era presente quando Ferdinando fu eletto e continuò ad accompagnarlo. Negoziò con gli Stati dell'Alta Austria sulla loro posizione riguardo alla rivolta boema. Gli austriaci non ruppero formalmente con la Boemia. Dopo la vittoria imperiale, Gundacaro fu incaricato di punire i sostenitori della ribellione nell'Alta Austria.
Dal 1621 fu consigliere segreto e intimo consigliere politico dell'imperatore. Soprattutto nel periodo prima del 1626, fu influente come guida del concilio privato. Dopo il 1625, fu capo hofmeister. Tuttavia, fu sostituito da quella posizione da Giovanni Ulrico di Eggenberg, che era un sostenitore di Wallenstein e capo del partito "spagnolo" a corte. Questo fece sì che Gundacaro divenne un nemico di Wallenstein.
Autore di diversi studi e di due "Speculum principis", propose la creazione di un'Accademia dei Cavalieri e sostenne una riforma dell'amministrazione. Chiese anche che lo stato promuovesse l'economia, nel senso del primo mercantilismo, al fine di aumentare le entrate fiscali. Ciò fu apparentemente ispirato da Giovanni Botero e altri teorici politici contemporanei. Oltre ai suoi scritti ufficiali, pubblicò anche un'opera sull'imbrigliare i cavalli.
Nel 1623 fu elevato al rango di principe del Sacro Romano Impero ereditario.

## Controriforma
La sua ideologia era antimachiavellica e fu influenzato dalla controriforma cattolica. Donò doni a molte chiese e monasteri e impose il cattolicesimo ai suoi possedimenti. Creò un apparato di sorveglianza allestito per controllare la fede nelle sue terre. Ciò gli permise di sostitutire il protestantesimo dai suoi possedimenti della Moravia orientale, nonostante la resistenza della popolazione.

## Possedimenti
Quando l'eredità di suo padre fu divisa nel 1598, ricevette le signorie Wilfersdorf e Ringelsdorf. Nel 1601 emanò un regolamento per i suoi sudditi. Era così ricco che poteva concedere prestiti allo stato.
Nel 1606 i fratelli firmarono un trattato di famiglia che prevedeva che il primogenito della linea più anziana superstite sarebbe stato a capo del casato del Liechtenstein.
Come i suoi due fratelli, contribuì all'aumento dei beni della sua famiglia. Come altri nobili cattolici fedeli all'imperatore, trasse profitto dalla ridistribuzione nel 1619 dei feudi espropriati dei sostenitori della rivolta boema. Fu infeudato da Ferdinando II della signoria di Uherský Ostroh, come ricompensa per i servizi resi. INel 1622 acquistò le Signorie di Ostrava e Moravský Krumlov. Tuttavia, pagò con valuta cattiva. Invece di 540.000 fiorini, il valore effettivo del suo denaro era inferiore a 70.000 fiorini. I beni che acquistò furono valutati a circa un milione di fiorini.

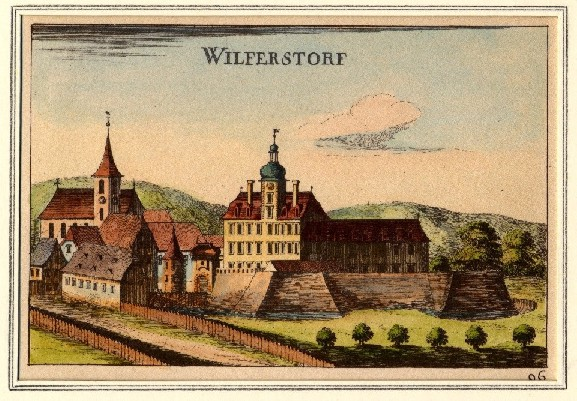
Castello di Wilfersdorf, incisione su rame colorato di Georg Matthäus Vischer, 1674

Tuttavia, ulteriori tentativi di aumentare la proprietà fallirono. Presentò reclamo per la contea di Rietberg, che era stata di proprietà della sua prima moglie, Agnese della Frisia orientale. Fu sconfitto, tuttavia, da Maximilian Ulrich von Kaunitz in una lunga battaglia legale. La sua seconda moglie era una duchessa regnante di Teschen e cercò di farle pressioni affinché trasferisse Teschen a lui. Si ritirò in Slesia e informò il marito che se era interessato a continuare il matrimonio, doveva venire a Teschen. Dopo la sua morte, Teschen tornò alla corona di Boemia come feudo completo.
Wilfersdorf era la sua dimora preferita. Fece quindi convertire il castello di Wilfersdorf in un castello d'acqua.

## Matrimonio e figli
Gundacaro si sposò due volte. Sposò prima nel 1603 Agnese (1 gennaio 1584 – 28 febbraio 1616), una figlia del conte Enno III della Frisia orientale. Ebbero i seguenti figli:
- Giuliana (1605–1658), sposo nel 1636 il conte Nicola Fugger di Nordendorf (1596–1676)
- Elisabetta (1606–1630)
- Massimiliana Costanza (3 gennaio 1608 – 1642), sposò nel 1630 il conte Mattia di Thurn e Valsassina
- Cesare (1609–1610)
- Giovanna (1611–1611)
- Hartmann III (9 febbraio 1613 – 11 febbraio 1686), Principe del Liechtenstein, sposò il 27 ottobre 1640 Sidonia Elisabetta di Salm-Reifferscheidt (6 settembre 1623 – 23 settembre 1688). Ebbe figli:
  - Antonio Floriano, principe del Liechtenstein  (28 maggio 1656 – 11 ottobre 1721)
  - Filippo Erasmo (11 settembre 1664 – 13 gennaio 1704)
- Anna (1615–1654)

Dopo la morte della sua prima moglie, sposò nel 1618 Elisabetta Lucrezia (1 giugno 1599 – 19 maggio 1653), una figlia del duca Adamo Venceslao di Teschen e lei stessa duchessa regnante di Teschen. Ebbero tre figli:
- Maria Anna (13 agosto 1621 – 1655), sposò nel 1652 Wilhelm Heinrich Schlik, conte di Passaun e Weisskirchen (+ 1652)
- Ferdinando Giovanni (1622–1666), sposò la contessa Dorotea Anna di Lodron (1619–1666)
- Alberto (1625–1627)

## Ascendenza
|                                             |                        |                                         | Genitori                                |  |  | Nonni |  |  | Bisnonni                              |  |  | Trisnonni                            |  |
|                                             |                        |                                         |                                         |  |  |       |  |  | Hartmann I di Liechtenstein-Feldsberg |  |  | Giorgio V di Liechtenstein-Feldsberg |  |
|                                             |                        |                                         |                                         |  |  |       |  |  | Hartmann I di Liechtenstein-Feldsberg |  |  | Giorgio V di Liechtenstein-Feldsberg |  |
|                                             |                        | Agnese di Eckartsau                     |                                         |  |  |       |  |  | Hartmann I di Liechtenstein-Feldsberg |  |  |                                      |  |
| Giorgio Hartmann di Liechtenstein-Feldsberg |                        |                                         |                                         |  |  |       |  |  | Hartmann I di Liechtenstein-Feldsberg |  |  |                                      |  |
|                                             |                        | Giovanna di Mainburg                    | …                                       |  |  |       |  |  |                                       |  |  |                                      |  |
|                                             |                        | Giovanna di Mainburg                    | …                                       |  |  |       |  |  |                                       |  |  |                                      |  |
|                                             |                        | Giovanna di Mainburg                    | …                                       |  |  |       |  |  |                                       |  |  |                                      |  |
| Hartmann II di Liechtenstein-Feldsberg      |                        | Giovanna di Mainburg                    |                                         |  |  |       |  |  |                                       |  |  |                                      |  |
|                                             |                        | Giorgio VI di Liechtenstein-Nickolsburg | Enrico VII di Liechtenstein-Nickolsburg |  |  |       |  |  |                                       |  |  |                                      |  |
|                                             |                        | Giorgio VI di Liechtenstein-Nickolsburg | Enrico VII di Liechtenstein-Nickolsburg |  |  |       |  |  |                                       |  |  |                                      |  |
|                                             |                        | Giorgio VI di Liechtenstein-Nickolsburg | Agnese di Starhemberg                   |  |  |       |  |  |                                       |  |  |                                      |  |
| Susanna di Liechtenstein-Nickolsburg        |                        | Giorgio VI di Liechtenstein-Nickolsburg |                                         |  |  |       |  |  |                                       |  |  |                                      |  |
|                                             |                        | Maddalena di Polheim                    | Wolfgang di Polheim                     |  |  |       |  |  |                                       |  |  |                                      |  |
|                                             |                        | Maddalena di Polheim                    | Wolfgang di Polheim                     |  |  |       |  |  |                                       |  |  |                                      |  |
|                                             |                        | Maddalena di Polheim                    | Giovanna di Borsselen                   |  |  |       |  |  |                                       |  |  |                                      |  |
| Gundacaro del Liechtenstein                 |                        | Maddalena di Polheim                    |                                         |  |  |       |  |  |                                       |  |  |                                      |  |
|                                             | Ulrico II di Ortenburg | Sebastiano I di Ortenburg               |                                         |  |  |       |  |  |                                       |  |  |                                      |  |
|                                             | Ulrico II di Ortenburg | Sebastiano I di Ortenburg               |                                         |  |  |       |  |  |                                       |  |  |                                      |  |
|                                             | Ulrico II di Ortenburg | Maria di Rohrbach                       |                                         |  |  |       |  |  |                                       |  |  |                                      |  |
| Carlo di Ortenburg                          | Ulrico II di Ortenburg |                                         |                                         |  |  |       |  |  |                                       |  |  |                                      |  |
|                                             |                        | Veronica di Aichberg                    | Anselmo di Aichberg                     |  |  |       |  |  |                                       |  |  |                                      |  |
|                                             |                        | Veronica di Aichberg                    | Anselmo di Aichberg                     |  |  |       |  |  |                                       |  |  |                                      |  |
|                                             |                        | Veronica di Aichberg                    | Siguna von Kreygh                       |  |  |       |  |  |                                       |  |  |                                      |  |
| Anna di Ortenburg                           |                        | Veronica di Aichberg                    |                                         |  |  |       |  |  |                                       |  |  |                                      |  |
|                                             |                        | Leonardo II di Frauenberg zum Haag      | Sigismondo di Frauenberg zum Haag       |  |  |       |  |  |                                       |  |  |                                      |  |
|                                             |                        | Leonardo II di Frauenberg zum Haag      | Sigismondo di Frauenberg zum Haag       |  |  |       |  |  |                                       |  |  |                                      |  |
|                                             |                        | Leonardo II di Frauenberg zum Haag      | Margherita di Aichberg                  |  |  |       |  |  |                                       |  |  |                                      |  |
| Maximiliana von Frauenberg zum Haag         |                        | Leonardo II di Frauenberg zum Haag      |                                         |  |  |       |  |  |                                       |  |  |                                      |  |
|                                             |                        | Amalia di Leuchtenberg                  | Federico IV di Leuchtenberg             |  |  |       |  |  |                                       |  |  |                                      |  |
|                                             |                        | Amalia di Leuchtenberg                  | Federico IV di Leuchtenberg             |  |  |       |  |  |                                       |  |  |                                      |  |
|                                             |                        | Amalia di Leuchtenberg                  | Dorotea von Rieneck-Grünsfeld und Lauda |  |  |       |  |  |                                       |  |  |                                      |  |
|                                             |                        | Amalia di Leuchtenberg                  |                                         |  |  |       |  |  |                                       |  |  |                                      |  |